# Dil Chahta Hai
Dil Chahta Hai (tiếng Hindi: दिल चाहता है, tiếng Anh: The Heart Desires) là bộ phim Ấn Độ sản xuất năm 2001, do Farhan Akhtar đạo diễn, giành nhiều giải thưởng của điện ảnh Ấn Độ.

## Nội dung
Bộ phim kể về câu chuyện về cuộc sống và tình yêu của ba người bạn sau khi tốt nghiệp đại học. Người giàu nhất trong ba người, Akash (Aamir Khan), không tin vào tình yêu đích thực, thay người yêu như thay áo và luôn chạy trốn khỏi bất kỳ cô gái nào cố bám lấy anh ta. Ngược lại là Sameer (Saif Ali Khan), một người lãng mạn không biết ngại tìm kiếm tình yêu, với bất kỳ cô gái cũng có thể yêu và yêu rất sâu sắc.. Người cuối cùng trong ba người, Siddharth hay còn gọi là Sid (Akshaye Khanna), là một họa sĩ thường ít nói và trầm ngâm. Anh ấy có xu hướng tìm kiếm ý nghĩa sâu sắc hơn trong mọi tình huống của cuộc sống mặc dù anh ấy có thể nhẹ nhàng trong tương tác với bạn bè của mình.
Trong một bữa tiệc, Akash tán tỉnh cô gái Shalini xinh đẹp, và bị anh trai nuôi kiêm vị hôn phu của cô ấy là Rohit (Ayub Khan) đánh. Bạn gái Sammeer cảm thấy Akash không đứng đắn, ép Sammeer ngừng quan hệ với Akash. Sau đó, Akash lừa bạn gái của Sameer khiến cô chia tay với anh ta. Akash và Sid dẫn Sammeer đi biển giải sầu, tại đây Sammeer phải lòng một cô gái Thụy Sĩ trên bãi biển Goa. Tuy nhiên, điều này kết thúc thảm hại cho Sameer, vì cô ta là một kẻ lừa đảo, lừa gạt tiền và đồ đạc của anh ấy vào cuối chuyến đi.
Sau khi ba người bạn trở về từ Goa, cha mẹ Sameer ép anh đi xem mắt với Pooja (Sonali Kulkarni), con gái của người bạn gia đình họ. Sameer yêu cô ngay từ cái nhìn đầu tiên, nhưng phát hiện ra Pooja đang hẹn hò với người khác. Sid gặp một người hàng xóm mới, Tara (Dimple Kapadia), một người phụ nữ lớn tuổi đã chuyển đến một ngôi nhà ở cuối phố. Cô ấy là một phụ nữ độc thân có chồng đã bỏ cô ấy và bị mất quyền nuôi con. Cô cũng là một họa sĩ nổi tiếng, có thể giải mã các bức tranh của Sid, khiến Sid bị thu hút bởi cô. Trong khi đó, cha mẹ của Akash muốn cậu học cách chịu trách nhiệm. Họ đề nghị anh quản lý công việc kinh doanh của gia đình ở Úc, nhưng Akash vẫn chưa sẵn sàng.
Vào ngày sinh nhật của Tara, khi con gái cô đang bí mật đến thăm cô, nhưng một cuộc gọi từ chồng cũ khiến cô quẫn trí. Sid cố gắng an ủi cô và thay vào đó ba người bạn đưa cô đi ăn tối để ăn mừng. Vào cuối đêm, Sid đã nhận ra mình đang yêu Tara, nhưng kịch tính mở ra khi Akash, đúng với bản chất của mình, chế nhạo tình cảm mới của Sid. Sid tát anh ta và có vẻ như tình bạn của họ đã kết thúc. Ngày hôm sau, Sameer cố gắng đóng vai người hòa giải nhưng Sid đã rời thị trấn để tham gia một xưởng vẽ kéo dài vài tuần. Ngay sau đó, Akash bay đến Sydney.
Sameer cố gắng đến gần Pooja, người đang tỏ ra mệt mỏi với bạn trai hiện tại của cô. Khi cô ấy trở lại độc thân, Sameer đã mời cô ấy đi chơi. Akash vô tình gặp lại Shalini trên chuyến bay đến Sydney và họ trở thành bạn bè. Cô đồng ý dẫn anh ta đi tham quan thành phố mới, và cứ mỗi lần gặp gỡ, Akash lại dành tình cảm cho cô nhiều hơn. Tuy nhiên, vốn không tin vào tình yêu đích thực, Akash không muốn thừa nhận đã yêu Shalini. Còn Shalini đã yêu Akash từ lâu nhưng một mặt cô bị ràng buộc bởi hôn ước với Rohit, một mặt cô hoang mang không hiểu Akash có yêu mình hay không. Sau đó Rohit xuất hiện và ép cô về nhà cho đám cưới của họ. Akash đau lòng cũng trở về, bày tỏ cảm xúc của mình với người cha có thể cảm nhận được hành vi đã thay đổi của anh. Akash biết được từ chú của Shalini rằng cha mẹ của Rohit đã nhận nuôi Shalini sau khi cha mẹ cô qua đời. Do đó, cô không thể từ chối mong muốn kết hôn của họ với Rohit. Tin chắc rằng Shalini cũng yêu mình, Akash phá đám cưới và cầu hôn cô. Cha mẹ Rohit sau khi biết chuyện đã khuyên Shalini cứ làm theo những gì cô ấy muốn. Rohit dẫu không cam tâm nhưng nhanh chóng bị khuất phục.
Hiện tại, Tara đã nhập viện với căn bệnh xơ gan. Sid chờ đợi tin tức về tình trạng của cô và Sameer đến bầu bạn với anh. Sameer kể cho Sid nghe về chuyện tình của Akash và của chính anh, người đang hạnh phúc với Pooja. Sau đó, Akash có gọi điện cho Sid để nói lời xin lỗi, tình bạn của họ được nối lại. Trong những giây phút cuối cùng của mình, Tara mong muốn Sid sống hạnh phúc và sau đó qua đời. Sáu tháng sau, ba người bạn trở lại Goa, cùng với Shalini và Pooja. Tại khu cắm trại, Sid bắt gặp một cô gái xinh đẹp đang đi một mình trên cánh đồng. Anh cười với cô, và khi cô cười đáp lại, anh bắt đầu đi về hướng của cô. Bộ phim kết thúc với cảnh cả ba cặp đôi đang nâng ly chúc mừng tại một nhà hàng

## Diễn viên
- Aamir Khan as Akash Malhotra
- Saif Ali Khan as Sameer
- Akshaye Khanna as Siddharth "Sid" Sinha
- Preity Zinta as Shalini
- Sonali Kulkarni as Pooja
- Dimple Kapadia as Tara Jaiswal
- Ayub Khan as Rohit
- Suhasini Mulay as Sid's Mother
- Rajat Kapoor as Mahesh
- Samantha Tremayne as Deepa
- Suchitra Pillai as Priya
- Azad Dadarkar as Subodh aka Time Table
- Rakesh Pandey as Rohit's Father
- Ahmed Khan as A K Malhotra, Akash's father
- Mandala Tayde as the girl at the fort